# Fort Benton
Fort Benton ist eine Kleinstadt im US-Bundesstaat Montana und Verwaltungssitz des Countys Chouteau. Ein Teil der Stadt ist seit 1961 als National Historic Landmark ausgezeichnet. 1846 als Handelsposten gegründet, wurde sie nach Senator Thomas Hart Benton aus Missouri benannt und war einst ein bedeutender Hafen am Oberlauf des Missouri River, der Kaufleute und Siedler aus dem Flusssystem des Mississippi River bediente.
Fort Benton hat einen kleinen, städtischen Flughafen und in der Stadt liegt die einzige Brücke über den Missouri River auf einer Strecke von über 300 km. Sie hat jedoch trotzdem kaum Verkehrsbedeutung, weil das südliche Flussufer und sein Hinterland praktisch unbesiedelt sind.
In Fort Benton liegt das Besucherzentrum des Upper Missouri River Breaks National Monuments, das sich östlich des Ortes über rund 240 km entlang dem Fluss erstreckt.

## Persönlichkeiten
- Denise Curry (* 1959), Basketballspielerin